# 会社四季報検定
会社四季報検定（かいしゃしきほうけんてい）とは、東洋経済新報社主催の『会社四季報』に関するWeb検定である。

## 目的
株式投資関連全般及び会社四季報に関するもの

## 受験資格
なし

## 受験料(税込み)
￥3,150
- 支払いは、クレジットカードのみ

## 試験型式
Webによる試験

## 問題数
50問

## 試験時間
60分

## 合格点
80点以上

## 試験開始
2007年1月1日～（2006年12月14日発売の会社四季報新春号版）

## 受験登録受付開始
2006年12月15日～